# Cleberson Weber

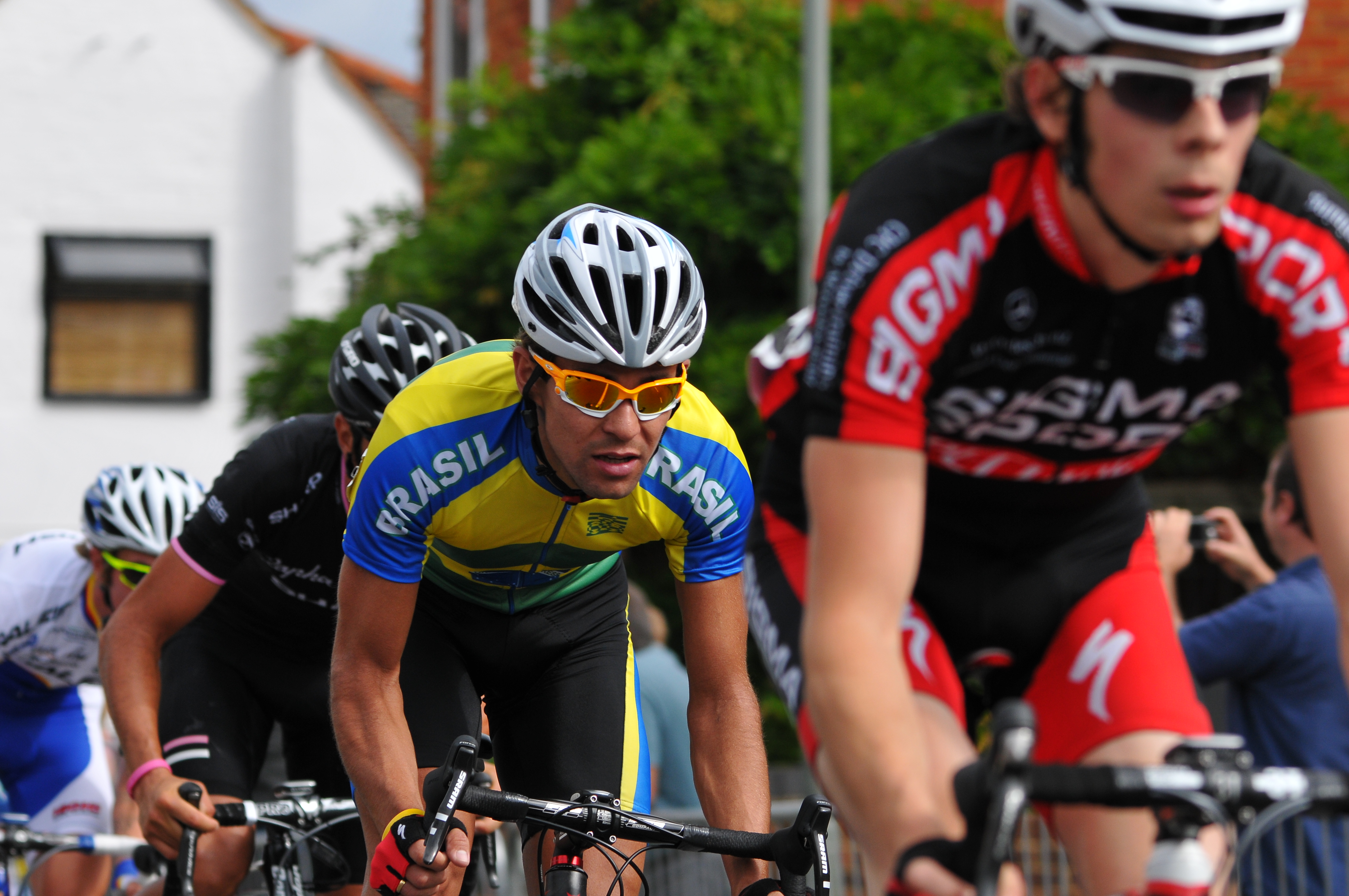
Cleberson Weber beim London-Surrey Cycle Classic 2011

Cleberson de Almedia Weber (* 19. August 1984) ist ein ehemaliger brasilianischer Radrennfahrer.
Cleberson Weber wurde 2007 Dritter bei dem Eintagesrennen Prova Ciclistica 1° de Maio-Grandé Premio Ayrton Senna. Bei der Volta Ciclística Internacional de Santa Catarina konnte er das achte Teilstück nach Fraiburgo für sich entscheiden. In der Saison 2008 gewann Weber das Einzelzeitfahren der brasilianischen Meisterschaft.
Am 25. April 2009 wurde Cleberson Weber bei der Tour de Santa Catarina positiv auf EPO getestet. Der brasilianische Verband sperrte ihn daraufhin für zwei Jahre bis April 2011. Die Ergebnisse bei der Tour de Santa Catarina wurden ab der vierten Etappe gestrichen.
Nach seiner Sperre gewann er 2014 eine Etappe der Volta Ciclística Internacional do Rio Grande do Sul.
Am 29. August 2015 wurde Weber während der Tour do Rio erneut positiv auf EPO getestet und für acht Jahre gesperrt.

## Erfolge
2007
- eine Etappe Tour de Santa Catarina

2008
- Brasilianischer Meister – Einzelzeitfahren

2009
- eine Etappe Tour de Santa Catarina[1]

2014
- eine Etappe Volta Ciclística Internacional do Rio Grande do Sul

## Teams
- 2011 Clube DataRo de Ciclismo-Foz do Iguaçu (ab 1. August)
- 2012 Clube DataRo de Ciclismo
- 2013 Clube DataRo de Ciclismo
- 2014 Clube DataRo de Ciclismo-Bottecchia